# Люксо-младший
Люксо-младший (англ. Luxo Jr.) — короткометражный мультфильм, созданный на студии Pixar в 1986 году. Эта картина является режиссёрским дебютом аниматора Джона Лассетера. В мультфильме представлены две настольные лампы, одна больше другой. Маленькая лампа по имени Люксо-младший играет с резиновым игрушечным мячиком, а большая, Люксо, наблюдает за игрой. Позднее Люксо-младший стал талисманом Pixar.
Создание мультфильма началось после покупки Pixar бизнесменом Стивом Джобсом. До этого большинство сотрудников трудились в The Graphics Group, подразделении Lucasfilm. «Люксо-младший» должен был продемонстрировать всему миру возможности и потенциал молодой компании. Для этого Лассетер решил создать небольшой мультфильм о двух лампах. Их вид основан на модели настольных ламп Luxo L1, одна из которых стояла на рабочем столе режиссёра. В ленте использовались свет и тени, созданные при помощи специальной программы RenderMan. Для передачи эмоций ламп, режиссёр использовал 12 принципов анимации, описанных в книге «Иллюзия жизни: анимация Диснея». Чтобы уложиться в срок, Джон Лассетер вплоть до августа 1986 года круглосуточно работал над созданием короткометражки.
«Люксо-младший» был впервые представлен в 1986 году на конференции SIGGRAPH. После показа лента произвела огромное впечатления на специалистов индустрии компьютерной графики. В том же году она была номинирована на премию «Оскар» в номинации «Лучший анимационный короткометражный фильм». Этот мультфильм является первой компьютерной анимационной картиной, номинированной на высшую кинопремию. В декабре 2014 года «Люксо-младший» был внесён в Национальный реестр фильмов США, обладающих культурным, историческим или эстетическим значением.

## Сюжет
В короткометражке маленькая лампа по имени Люксо играет с мячиком маленького размера. За игрой наблюдает Люксо-старший. Люксо-младший, поиграв с резиновым мячом, решается прыгнуть на него, но под тяжестью лампы игрушка сдувается. Он, отчаявшийся и расстроенный, уходит от большой лампы. Однако через несколько секунд маленький Люксо возвращается вновь с ещё одним больши́м мячом и продолжает дальше катать его по столу.

## Создание

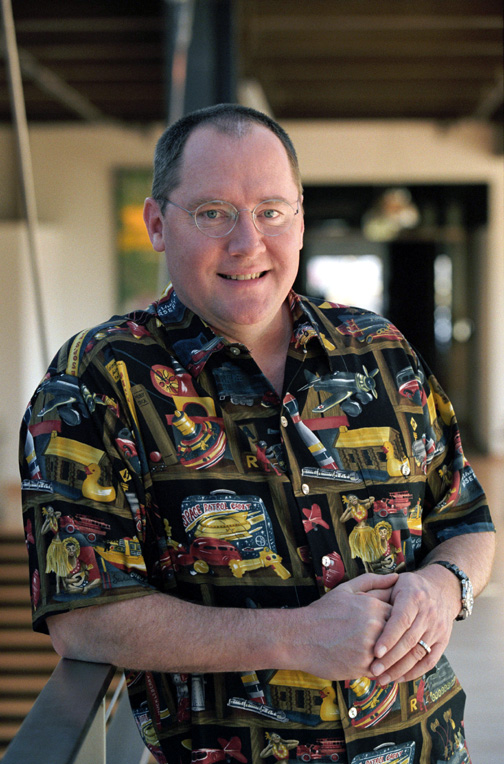
Режиссёр мультфильма — Джон Лассетер

Мультфильм был создан в 1986 году молодой на тот момент студией Pixar. Большинство сотрудников компании, в том числе и режиссёр Джон Лассетер работали в подразделении Lucasfilm The Graphics Group, занимавшегося созданием компьютерной анимации для полнометражных лент. И хотя команда под руководством Элви Рей Смита смогла создать короткометражный мультфильм «Приключения Андре и Пчёлки Уолли», студии хотелось создать фильм, созданный полностью на компьютере. Владелец Lucasfilm Джордж Лукас не был заинтересован в данном предложении по причине высоких затрат. Кроме того, сама компания испытывала финансовые трудности после развода Лукаса со своей женой Марсией в 1983 году. Высшее руководство Lucasfilm приняло решение снизить свои расходы и продать своё подразделение за 30 миллионов долларов. Единственным покупателем оказался бизнесмен и основатель корпорации Apple Стив Джобс, предложивший Лукасу всего 5 миллионов за дочернее предприятие. Режиссёр согласился с условиями предпринимателя, и продал ему компанию в январе 1986 года. После покупки The Graphics Group была переименована в Pixar.
Стив Джобс первоначально планировал, что Pixar будет заниматься выпуском компьютеров и программного обеспечения для анимации. Мультфильмы им рассматривались в качестве побочного продукта для демонстрации возможностей техники. С этой целью Джон Лассетер и решил создать небольшую короткометражную ленту. Смотря на расположенную на рабочем столе настольную лампу и двигая её, режиссёр захотел посвятить мультфильм двум лампам, и назвал их Люксо. Для передачи эмоций персонажей были использованы 12 принципов анимации, описанных в книге «Иллюзия жизни: анимация Диснея». Помимо Лассетера, в команду входили аниматоры Уильям Ривс и Эбен Остби, помогая режиссёру в создании компьютерных моделей ламп.
Изначально «Люксо-младший» планировался как фильм без сюжетной линии. На фестивале анимации в Брюсселе, где демонстрировались ранние наработки, к Лассетеру подошёл бельгийский аниматор Рауль Серве, и сказал молодому режиссёру, что в ленте, независимо от её продолжительности, должен быть сюжет. Хотя и сотрудник Pixar поначалу был против этой идеи, но потом согласился с мнением опытного аниматора. По сюжету маленькая лампа Люксо-младший играет в мячик, а большая лампа Люксо наблюдает за этим. Во время игры маленький мячик сдувается из-за прыжков лампы по нему, но потом Люксо-младший находит ещё один мяч большого размера. Для создания характеров персонажей, в Pixar вдохновлялись мультфильмом «Tony de Peltrie», который демонстрировался в 1985 году на конференции SIGGRAPH. В картине был изображён пианист, который, развлекая публику, вспоминал свои лучшие дни.
Мультфильм демонстрирует игру теней, образованных от света двух ламп. Свет и цвета поверхностей всех объектов просчитаны специальной программой RenderMan на основе шейдеров поверхностей. Однако из-за сроков разработки и мизерного бюджета, Лассетеру пришлось не создавать специальный задний фон, оставив просто чёрным, и не потребовалось менять ракурсы камеры. Персонажи не были озвучены, но режиссёр решил «очеловечить» персонажей, добавив в небольшой сюжет чувство радости и горя. В качестве музыкального сопровождения были использованы три мелодии из альбома Counterpoint in Rhythm (BRD 17) британского композитора Брайана Беннетта.
Для сдачи короткометражки в срок, режиссёр вместе техническим директором Эдом Катмуллом целыми сутками находились в офисе Pixar. А чтобы не покидать место работы, сотрудники спали на матрасах под своим рабочим столом, а после отдыха или сна садились за работу.

## Премьера и влияние
«Люксо-младший» был впервые продемонстрирован на конференции SIGGRAPH 17 августа 1986 года, где и произвёл на зрителей огромное впечатление. Дэвид Прайс в книге «Магия Pixar» пишет, что зрители, при просмотре фильма, забыли о том, что они смотрят картинку, созданную компьютером. Особой похвалы удостоился фотореализм и эмоций, которые передают лампы в короткометражке. После конференции к Лассетеру подошёл сотрудник НАСА Джим Блинн и задал ему вопрос, кем приходится большая лампа для Люксо-младшего — отцом или матерью. Режиссёр, удивившись заданным ему вопросом, ответил, что для него Люксо-старший всё-таки является папой. Эмоции персонажей, описанные в книгах Диснея, были удачно переданы Лассетером. Эд Катмулл в книге Computer Animation: A Whole New World писал, что крупные компании, до выхода «Люксо-младшего» и других компьютерных мультфильмов, опасались использовать компьютерную графику в своих проектах, так как работавшие там аниматоры боялись массовых увольнений. Выход короткометражки от Pixar стал поворотным моментом в истории анимации.
Мультфильм был также номинирован на премию «Оскар». И хотя «Люксо-младший» и не получил награды, тем не менее само выдвижение воодушевило сотрудников Pixar, в частности, и президента Стива Джобса. После выхода Лассетер продолжил снимать короткометражные мультфильмы, а Люксо-младший стал талисманом молодой компании. Сам персонаж не раз появлялся в других лентах компании Disney и Pixar. В декабре 2014 года «Люксо-младший» был внесён в Национальный реестр фильмов США, обладая культурным, историческим или эстетическим значением.
В 1999 году мультфильм демонстрировался в кинотеатрах перед началом показа «Истории игрушек 2». Короткометражная лента была включена в сборники Tiny Toy Stories и Pixar Short Films Collection, Volume 1. Отрывки из мультфильма также использовались в начальной заставке программы «Детский час».